# Apatura sumatrana
Apatura sumatrana är en fjärilsart som beskrevs av Moore 1896. Apatura sumatrana ingår i släktet Apatura och familjen praktfjärilar. Inga underarter finns listade i Catalogue of Life.